# Peter Shilton's Handball Maradona
Peter Shilton's Handball Maradona é um jogo eletrônico lançado em 1986 para os consoles Amstrad CPC, Commodore 64 e ZX Spectrum. Ao contrário do que o título pode dar a entender, não se trata de um jogo de handball, mas sim de um Jogo eletrônico de futebol, no qual o player controla um goleiro. Com isso, a missão do player é, claro, evitar gols e melhorar as habilidades do personagem controlado - o próprio Peter Shilton, ex-goleiro da seleção inglesa da Copa do Mundo FIFA de 1986, que ficou famoso ao levar o famoso gol de mão do craque argentino Diego Maradona (daí o "Handball" do título). O jogo foi desenvolvido pela produtora britânica Argus Press Software Ltd.

## Jogabilidade
Ao longo do jogo, dezesseis equipes, retiradas daquela que era então a primeira divisão do futebol inglês, estão à disposição do player para escolher.
Cada partida consiste em uma série de jogos amistosos. Por conta disso, os jogos podem terminar em empate.
Como no futebol real, o jogo é dividido em duas metades onde o jogador consegue fazer cerca de três a quatro defesas por tempo. A versão Commodore 64 tem alguns efeitos sonoros extras e uma fala digitalizada limitada.

## Recepção
A revista AllGame deu uma pontução de 2,5 estrelas de 5 ao jogo.